# Wolf Vollmar
Wolf Vollmar (* 26. Februar 1929 in Bonn; † 23. Juni 2009 ebenda) war ein deutscher Regisseur.

## Leben
Vollmar absolvierte nach seinem Abitur zunächst ein Zahnmedizinstudium an der Universität Bonn und promovierte auch. Danach arbeitete er als Regieassistent bei der Bavaria Film und beim Hessischen Rundfunk. Er verwirklichte zunächst auf Literaturstoffen verschiedener bedeutender Dramatiker wie Bertolt Brecht, Heinrich Böll und Heinrich von Kleist (Michael Kohlhaas, 1967) basierende Fernsehspiele. Später drehte er auch Fernsehserien, darunter zwischen 1972 und 1973 19 der insgesamt 26 Folgen von Butler Parker. Sein Hauptwerk entstand erst 1988 mit der Adaption des Antikriegsromans Fabrik der Offiziere von Hans Hellmut Kirst in eine vierteilige Miniserie mit Manfred Zapatka und Harald Dietl in den Hauptrollen. 
Vollmar erlag der Creutzfeldt-Jakob-Krankheit.

## Filmografie (Auswahl)
- 1967: Liebesgeschichten
- 1968: Die Stimme im Glas
- 1968: Der Nachruf
- 1969: Michael Kohlhaas (TV-Siebenteiler)
- 1972: Butler Parker
- 1973: Frühbesprechung (Serie, drei Folgen)
- 1989: Fabrik der Offiziere